# 黒鉛減速沸騰軽水圧力管型原子炉
黒鉛減速沸騰軽水圧力管型原子炉（こくえんげんそくふっとうけいすいあつりょくかんがたげんしろ）は、ソビエト連邦（ソ連）が独自に開発した原子炉の形式。ロシア語ではРБМК（Реактор Большой Мощности Канальный）とよぶ。西欧圏ではキリル文字表記をアルファベット読みして頭文字でRBMK（Reaktor Bolshoy Moshchnosti Kanalnyy, 英語直訳："reactor (of) high power (of the) channel (type)", 日本語直訳：高出力圧力管型原子炉）とよび、英語では別の表記としてLWGR（Light Water cooled Graphite moderated Reactor、軽水冷却黒鉛減速炉）がある。
ソ連内でだけ作られ、今では旧式になってしまった黒鉛減速動力用原子炉の一形式について、ここで述べることにする。

## 概要

黒鉛減速沸騰軽水圧力管型原子炉 (RBMK) の構造図。核燃料を収めた圧力管の間をポンプで送り込まれた冷却水が流れて蒸気となり、タービンを回す構造になっている。

黒鉛減速沸騰軽水圧力管型原子炉 (RBMK) は、核分裂反応によって生じた熱エネルギーを、軽水を沸騰させることで取り出す原子炉である。旧ソ連が軍事用に開発した黒鉛減速プルトニウム生産炉をベースに、独自に軽水冷却型原子炉として発電用動力炉を開発したものである。これは、一群の開発プロジェクト「ソビエト計画」の最高峰ともいえるものであった。それらのうちの最初のものはAM-1（AMはロシア語で「平和な原子力」を意味する"Атом мирный"をラテン語転写した"Atom Mirniy"の略、英語表記では"peaceful atom"）と呼ばれ、電気出力5MW（熱出力30MW）を発電し、発生した電力を1954年から 1959年までオブニンスクへと送っていた。
2004年時点では世界で十数機が運転されているが、新規の建設計画は無く、国際的圧力は同型の残った原子炉を閉鎖する方向に働きかけている。
同型の原子炉には、RBMK-1000型やRBMK-1500型などがあり、特にRBMK-1000型は、旧ソビエト連邦（現・ウクライナ）のチェルノブイリ原子力発電所で爆発・火災・放射能放出事故を起こした原子炉として知られている。
低濃縮ウラン燃料は燃料集合体として、圧力管内に収められており、この管内を流れる冷却剤の軽水が直接熱を奪う。圧力管はジルカロイ製で、減速材である黒鉛ブロックの穴の中に収められている。乱暴なたとえ方をするならば、練炭を立てて蓮根状に開いた穴に金属管を挿入し、管の中に核燃料を装荷して冷却用の水を流し込むと考えればよい。
RBMKの形式では重水のような、分離された同位元素を使用しないで大型動力炉を建造することができる。ただしこのような構成の原子炉は不安定とされている。

## 原子炉設計
RBMKは冷却材として軽水を使用し、高さ7メートルの黒鉛ブロックの中を垂直に走る圧力管の中を流れる。軽水は圧力管内の炉心で沸騰水型原子炉と同様に温度270℃で沸騰する。燃料は低濃縮ウランで、3.5メートルの長さの燃料集合体として使用する。
現在一般的な軽水炉では、減速材である軽水が減少すると中性子の減速効果が低下し、核燃料に補足される中性子が減少するため核分裂反応が低下するという負のボイド効果を持つ。一方、RBMKなどの黒鉛炉では軽水に比べ中性子の吸収効果の低い黒鉛を減速材として用いるため、何らかの理由で吸収効果の高い軽水が減少してしまうと、減速した中性子が増加し核分裂反応は上昇する。さらに軽水減少によって冷却機能も低下するので、炉心の温度が急上昇するという大きな正のボイド係数を持つ。実際にチェルノブイリのような（改修以前の）RBMKではボイド係数に起因する正のフィードバック問題を起こしてしまう。
RBMK用のウランは炉心で核分裂連鎖反応を維持するために、核分裂可能なウラン235の濃度を天然ウランより濃縮する必要がある。
この型の原子炉の炉心は、最高3000個の燃料集合体を装荷することができる。燃料集合体は一群の密封された燃料棒から成る。燃料棒は二酸化ウラン（UO2）ペレットで満たされ、端板で適切な位置に保たれており、各燃料棒の強化と同時に間隔を適切に保持するための金属スペーサーグリッドで支えられる。炉心は、核連鎖反応プロセスから熱エネルギーを引き出すことができる貯水池とみなせる。
原子炉を運転している間、燃料中のウラン235濃度は核分裂を起こすにつれて減少し、その分が熱エネルギーに変化していく。ウラン238原子のうちの一部は中性子を吸収して崩壊し、核分裂性のプルトニウム239に変化する。このプルトニウム239のうちの一部もまた核分裂を経てエネルギーを生む。
核分裂反応によって生み出された物質は燃料ペレットの中に保持されるが、これらのうちのあるものは「核毒」と呼ばれる中性子吸収性物質キセノン135になる。核毒により原子炉の反応度と熱発生量を低下し、十分な熱エネルギー生産が行えなくなったとき、核燃料は寿命を迎える。一般的な軽水炉では運転を停止して燃料交換を行うことになるが、RBMKは各圧力管が独立しているため、運転中に燃料を交換することができる。

## 原子炉の特性
RBMKでは、中性子の減速は主に黒鉛ブロックが受け持ち、燃料集合体周りの軽水は、量が少ないこともあって中性子減速効果より吸収効果が大きく作用している。このためボイド効果（蒸気泡による減速材の密度低下）は正の反応度係数を持ち、ドップラー効果（燃料ペレットの温度上昇に伴う中性子吸収効果の増大）の負の反応度係数により、RBMKは出力の高い領域では全体として負の反応度係数を持っているが、低出力領域では極めて大きい正の反応度フィードバック特性がある。言い換えれば、高出力時では比較的制御が容易だが、低出力時には不安定状態に陥りやすいという欠点がある。出力低下に伴う正の反応度フィードバックは、原子炉内のキセノンオーバーライドという現象が原因であり、チェルノブイリ原子力発電所の事故原因の一つとされる。高い正のボイド係数は、もし、この原子炉が低出力状態で放置されたならばメルトダウンを引き起こすまで核反応を暴走させてしまう傾向があると言うことを意味する。元の設計では、ボイド係数は+4.5 bという値であった。
高い正のボイド係数では、受動的に安全な原子炉ではなくなる。RBMKの設計は、反応度をコントロールし、必要に応じて、完全に反応をとめるコンピュータ制御の制御棒を含んでいた。
RBMKは、加圧水型原子炉（PWR）の使用済み核燃料のウランには低いながらも十分な濃度があることを利用して、これを再加工し、リサイクルされたウランを使うことを目的とした。この構成では不安定でもあった。
結果的に、チェルノブイリ発電所にあった4基のRBMKのうち1基が、民生用途としては今までで最悪の原子力事故を起こし爆発したのである。チェルノブイリ禍の後、運転中の全RBMKは重要な改修をうけた。それにより正のボイド係数を+0.7 bまで下げることができた。この新しい係数は、冷却材の水位低下による炉心溶融の可能性を排除する方向に働くよう期待されている。

## 封じ込め
RBMKの設計では、通常の運転に必要な数種類の封じ込めを施していた。通常、摂氏700度にもなる黒鉛が酸素と触れないよう金属性封じ込め構造に黒鉛を収納し、不活性ガスで満たして密封する。炉心から大量に出る強烈な放射線を吸収するための遮蔽として、底部にコンクリートの厚板、側部に砂とコンクリート、上部にコンクリート板があった。原子炉から通じる蒸気の管を含む原子炉内部の機械の多くは、この上部のコンクリート板に取り付けられていた。
開発当初、RBMKは重大事故の際の放射性物質の封じ込めを考慮せず、単に事故防止と事故緩和に関してだけ集中して設計がなされた。しかし、スリーマイル島原子力発電所事故（1979年）の後、RBMKの設計も非常事態に対処するために部分的な封じ込め構造（完全な封じ込め構造ではない）を採用するようになった。原子炉の下に張り巡らされたパイプは、大量の水で満たされた密封構造の箱に封入された。もし、これらのパイプが漏れを起こすか破裂しても、放射性物質はこれらの箱の中の水によってトラップされ、外部に漏れ出すことはない。しかし、RBMKは、運転しながらの燃料補給と核兵器用プルトニウム生産を可能にするよう、シャットダウンなしに燃料棒の交換が可能なように設計されており、炉心直上に巨大なクレーンを必要とした。これによりRBMKの炉は高さが70メートルもあり、重い封じ込め用建築物を建造することは容易ではなく、コストも掛かり過ぎたため、原子炉上面に伸びるパイプのために更なる封じ込め建築物を建設することは不可能だった。不幸なことに、チェルノブイリ事故（1986年）では、原子炉上部を吹き飛ばし、蒸気爆発により圧力管の上・下部を破壊し開口部を作るほどの圧力に達した。その後、黒鉛によって火災が起き、火災で発生した煙に放射性物質も混入して、広範囲にわたって放射性物質を放出するに至った。

## チェルノブイリ事故からの改善
チェルノブイリ事故以来、残りの全RBMKは、安全性を向上する為のいくつかのアップデートを受けた。そのなかで最大の改良は、RBMKの制御棒設計の改良である。以前の設計では、炉の出力を積極的に上げるため、制御棒の下に中性子吸収効果の小さい黒鉛の棒を付けるように設計されていた。この設計では炉心中心部が核毒により出力が低下し、事故当時のように炉心上下で出力のピークが分かれていた場合、単純に運転制御棒を原子炉に挿入すると制御棒上部では炉の核反応速度を下げるが、下部では出力が上がってしまっていた。この設計上の欠陥は、チェルノブイリ事故で原子炉を停止するために非常用ボタンを押した時、最初の爆発を引き起こした原因となった。
最新版では、以下のように改められている。
- 炉が一番不安定になる低出力域で作動するのを禁止するため、炉心に80体の中性子吸収体を追加した。
- このままでは、燃料が炉内に装荷されている間に生産する熱量が中性子を吸収体に食われてしまう分、改善前より少なくなってしまう。そこで、その分は中性子を出す元である燃料中のウラン235の量を増やすことで対応することにした。具体的には、核燃料中のウラン235濃縮度を2.0%から2.4%へと増強した。これにより、炉心内で発生する全中性子のうち、圧力管内を流れる軽水によって中性子が吸収される率が減った。この違いは、炉の安全な制御を冷却水流量の調節に依存する割合を減らすことにもつながった。
- 手動制御棒の数を30から45へと増やした。
- 緊急シャットダウンである制御棒完全挿入（SCRAM）動作に掛かる時間を以前の18秒から12秒に減らした。
- 非常安全システムへの未許可のアクセスに対する予防措置をとった。

## RBMKの閉鎖
いままで建設された中で、チェルノブイリ原発の残りの3機の原子炉は、1号炉が1996年11月、2号炉が1991年10月、3号炉が2000年12月15日に閉鎖されたことで、現在ウクライナ領内で運転中の原子炉は無くなっている。そして、リトアニアのイグナリナ原子力発電所で運転されている2機のRBMK-1500のうち、1号炉は2004年12月末日に閉鎖され、2号炉は2009年までに閉鎖された。また、その他の旧ソ連諸国に存在するRBMKに関しては、現在のところ閉鎖の計画はない。
2021年12月20日クルスク原子力発電所のクルスク1号機が閉鎖。同原子力発電所ほかレニングラード、スモレンスク原子力発電所では120万kW級VVERへの更新が行われている。
ロシア政府は残存するRBMK11基を最長45年運転をする予定。